# Sielec (Tarnobrzeg)
Sielec – osiedle administracyjne Tarnobrzega, ustanowione decyzją Rady Miasta w 1991, dawniej wieś królewska. Stanowi jednostkę pomocniczą gminy.
Położony w północnej części miasta, graniczy z Wielowsią, Sobowem i Zakrzowem.
W latach 1973–1976 w gminie Tarnobrzeg. 1 października 1976 włączony do Tarnobrzega.
Osiedle do dziś zachowało charakter wiejsko-rolniczy. Najważniejszym zabytkiem Sielca jest kaplica św. Jacka z XIX wieku.

## Zasięg Sielca
W obrębie Sielca znajdują się następujące ulice: Warszawska, Sielecka, Dąbrowa, Nowowiejska, Spółdzielcza, Długa, Kąpielowa, Sowia, Dąbie.